# 茚满醇脱氢酶
茚满醇脱氢酶（英語：indanol dehydrogenase，EC 1.1.1.112 （页面存档备份，存于））也称为“茚醇脱氢酶”，化学式为：C1657H2606O475N448S12是一种以NAD+或NADP+为受体、作用于供体CH-OH基团上的氧化还原酶。这种酶能催化以下酶促反应：
1-茚醇 + NAD(P) {\displaystyle \rightleftharpoons } 茚酮 + NAD(P)H + H+
3(20)α-羟基类固醇也能被茚满醇脱氢酶氧化，但是反应速率较慢。